# Trescault
Trescault település Franciaországban, Pas-de-Calais megyében. Lakosainak száma 194 fő (2022. január 1.). Trescault Ribécourt-la-Tour, Villers-Plouich, Havrincourt és Metz-en-Couture községekkel határos.

## Népesség
A település népessége az elmúlt években az alábbi módon változott:
| Lakosok száma | 191  | 184  | 182  | 178  | 177  | 176  | 175  | 185  | 194  |
|               | 2013 | 2015 | 2016 | 2017 | 2018 | 2019 | 2020 | 2021 | 2022 |